# مگس امپیس لیویدا
مگس امپیس لیویدا (نام علمی: Empis livida) گونه‌ای دوبال است که در سرده مگس‌های امپیس قرار دارد. طول جنس نر ۷٫۵–۹٫۳ و جنس ماده ۷٫۵–۱۰٫۲ میلی‌متر می‌باشد.